# 条件反射
条件反射（じょうけんはんしゃ）とは、動物において、訓練や経験によって後天的に獲得される反射行動のこと。ソビエト連邦の生理学者イワン・パブロフによって発見され、パブロフの犬の実験で有名になった。 

## 条件反射
内外の刺激に対して、神経系を通しておこる生活体の反応を、反射と呼ぶ。通常、反射と呼ばれるのは無条件反射であり、これはその種が先天的に持っている反射行動である。これに対し、経験などで後天的 (後付け) に獲得された反射行動が条件反射 (conditioned reflex) である。現在では先天的な反射に限らず様々な行動が研究されているため、心理学では条件反応 (conditioned response) というのが普通である。

### 条件反射の例
- 梅干しを見ると、つばが出てくる[1]。

### 無条件反射の例
- 熱いものに触れたときに手を引っ込める。
- 転びそうになった時、手をつく。

## 「パブロフ犬」の実験
パブロフは、イヌの唾液分泌の実験中に偶然発見したと言われる。この現象に気づいたパブロフは、その後実験を重ね、条件反射の研究を行なった。当初この現象を精神反射と呼んでいたが、その後条件反射と呼ぶようになった。

### 実験内容
パブロフが行なった実験は、以下のようなものである。
1. イヌにメトロノーム（ベル・ホイッスル・手拍子・足踏みと言う説もある）を聞かせる。
2. イヌにえさを与える。イヌはえさを食べながらつばを出す。
3. これを繰り返す。（上記の二つのプロセスを条件付けという）
4. すると、イヌはメトロノームの音を聞いただけで、唾液を出すようになる。

これがいわゆる学習と異なるのは、つばの分泌が無意識的で自動的な調節に依存している点である。

## 第一信号系と第二信号系
周囲の現実（色、におい、味、触感）の直接的な（言語を媒介としない）作用に対して発生する条件反射の総和が第一信号系である。
人間の脳髄では、第一信号系と相互に作用しあいながら、第二信号系が発生し、発達する。これは、言語刺激の作用のもとに形成される一時的結合の体系である。
第二信号系の活動は、第一信号系と相互に密接に作用しあいながら、複雑な種類の心理活動、すなわち抽象的な人間思考の生理学的基礎をなしている。
二種類の信号系は均衡的な相互作用的関係にある。この均衡は病的に崩れることがある。また、そのような病的障害でない場合でも、顕著な障害ではない信号系の不均衡すなわちいずれかの総体的優勢はあり得て、第一信号系が優勢のものは「芸術型」第二信号系が優勢のものは「思考型」均衡が認められる場合には「中間型」と分類できる。
信号系の発達は、均等には行われない。幼時には第一信号系による規定が主導する。言語系は、生後10箇月以降徐々に形成され始める。当初は周囲の現実の直接的印象や表象が主導するものが、低学年児童の段階になると、第二信号系の発達を、教授＝学習過程が強く推進し始める。児童の得る知識の範囲は、児童を直接に取り巻く現実の範囲を越える。